# Nicolas Bogueret
Nicolas Bogueret (ou Bouguerel), né en 1537 à Langres, citoyen de la République de Genève depuis 1571, et mort le 12 décembre 1602 pendant l'Escalade, est un maçon-architecte.

## Biographie
Professionnellement, on lui doit de nombreux travaux en ville de Genève, et notamment toute une partie de l'hôtel de ville, dont la rampe pavée pour les chevaux, achevée en 1578 et où figurent ses initiales. En 1591, il construit la tour de l'Horloge de la place du Molard.

## Topographie
Il existe un chemin Nicolas-Bogueret dans le quartier d'Aïre (CH, ct. Genève, commune de Vernier).

## Webographie
- Notices d'autorité :   - VIAF
  - GND
- Article Nicolas Bogueret dans le Dictionnaire historique de la Suisse en ligne.